# Fromohio
Fromohio é o terceiro álbum do fIREHOSE, uma banda estadunidense de Rock alternativo. Esse álbum foi lançado em 1989, e é famoso por ter sido um dos maiores sucessos da banda ao trazer uma grande mudança e maturidade no som.

## Faixas
1. "Riddle of the Eighties" - 2:00
2. "In My Mind" - 2:16
3. "Whisperin’ While Hollerin'" - 2:04
4. "Vastopol" - 1:24
5. "Mas Cajones" - 2:02
6. "What Gets Heard" - 2:19
7. "Let the Drummer Have Some" - 0:59
8. "Liberty for Our Friend" - 2:06
9. "Time With You" - 3:13
10. "If’n" - 3:14
11. "Some Things" - 2:43
12. "Understanding" - 3:12
13. "'Nuf That S**t, George" - 0:46
14. "The Softest Hammer" - 3:03